# Collar×Malice
『Collar×Malice』（カラー×マリス）は、アイディアファクトリーが開発しオトメイトより2016年8月18日に発売されたゲームソフト。略称は「カラマリ」。

## 概要
2015年8月15日・16日に開催された「オトメイトパーティー2015」にて新作ゲームとして発表された。新人警察官の主人公が新宿を舞台に起こる連続事件を5人の男性と共に捜査を行っていく、サスペンス要素のある恋愛アドベンチャーゲーム。攻略対象5人のモチーフが数式になっている。
日本国外でもAksys Gamesによりローカライズ販売されている。
2018年7月26日に本作のファンディスク『Collar×Malice -Unlimited-』が発売された。
2019年6月1日・2日に開催された「オトメイトパーティー2019」にてアニメ化が発表された。
2019年から舞台化もされた。

## ストーリー
連続凶悪事件、通称・X-Day事件が起き、危険な街になってしまった新宿区で新人警察官として働く主人公。地域のために奔走していた主人公だったが、ある夜、何者かに襲われ、毒が内蔵された首輪をはめられてしまう。混乱する主人公の目の前に現れたのは、素性の怪しい男性たちだった。警察組織に所属していた経験のある彼らは、独自で凶悪事件を捜査しているのだという。突如、大事件の鍵を握ることとなってしまった主人公は、首輪を外すため、そして新宿区を再生させるために彼らと捜査を開始することになるが…。

## 登場人物
声はゲーム版とアニメ版の声優、演は舞台版の俳優（キャスト変更になっている場合は矢印マークにて記載）。

### 主要人物
星野 市香（ほしの いちか）※名前変更可
声 - なし（ゲーム）→本渡楓（劇場アニメ） / 演 - 出口亜梨沙（岡崎契編）→花奈澪（榎本峰雄編のみ）・小泉萌香（笹塚尊編のみ）→岩田陽葵（白石景之編）→本西彩希帆（柳愛時編）→其原有沙（deep cover）
新宿署の地域課・特殊地域防犯対策室ーー通称”特防”に所属する新人警察官。21歳。
キャリア半年と経験は浅いが、自分の手が届く範囲で人を助けようとする芯のある性格。”X-Day事件の犯人”を名乗る何者かに突如襲われ、毒が内蔵された首輪をはめられてしまう。死と隣り合わせという状況の中、自身が事件を解決する鍵になると考え、事件の謎を追う。
柳 愛時（やなぎ あいじ）
声 - 森田成一 / 演 - 富田翔（全公演）
元・警視庁捜査一課の刑事。28歳。
ある理由から離職し、独自でX-Day事件の捜査を行っている。思慮深く、冷静で正義感が強い。また、鋭い観察力を持ち、知識だけに頼らず機転を利かせるタイプ。個性が強いメンバーたちのまとめ役で、周囲からの信頼も厚い。
岡崎 契（おかざき けい）
声 - 梶裕貴 / 演 - 高崎翔太（岡崎契編から中止公演（榎本峰雄編＆笹塚尊編）グッズ）→須賀京介（振替公演（榎本峰雄編＆笹塚尊編））→松井勇歩（白石景之編）→富本惣昭（柳愛時編）→高崎翔太（deep cover）
警視庁警備部警護課のSP（セキュリティポリス）。26歳。
おっとりとした性格で、言動はマイペースかつ天然気味。人の懐に自然と入ってしまうような独特な空気を持っている。愛時たちを警護する任務に就いているが、その理由は不明。愛時たちと良い関係を築きたいと思っている。
榎本 峰雄（えのもと みねお）
声 - 斉藤壮馬 / 演 - 鷲尾修斗（岡崎契編）→飯山裕太（榎本峰雄編＆笹塚尊編からdeep cover）
元・新宿署分駐所・第二機動捜査隊所属。23歳。
明るく前向きで、嘘がつけず裏表のない性格。テレビやドラマの影響で警察官を目指すなど、考え方や行動はストレートでシンプル。犯人と繋がっている可能性のある主人公に疑念を抱くが、その猜疑心は過去のある事件がきっかけとなっている。
笹塚 尊（ささづか たける）
声 - 浪川大輔 / 演 - 橘龍丸（岡崎契編から中止公演（榎本峰雄編＆笹塚尊編）グッズ）→伊崎龍次郎（振替公演（榎本峰雄編＆笹塚尊編）からdeep cover）
元・警視庁サイバー犯罪対策課第二サイバー犯罪捜査第三係。24歳。
警察からのスカウトで警察官になったが、数か月のち、ある理由から離職。切れ者で頭はいいが、毒舌で自己中心的な性格。他人は信用せず、利用できるかを考える。クールに振舞っているが、甘いもの（特にドーナツ）が大好物というかわいい一面も。
白石 景之（しらいし かげゆき）
声 - 木村良平 / 演 - 松田岳（全公演　※deep coverでは映像出演）
警視庁・科学捜査研究所の警察職員。29歳。
元は科学警察研究所の犯罪行動科学学部のプロファイラーだが、科捜研に異動し科学捜査と分析官を両立している稀有な人材。新宿署では機動捜査支援係の主任を務めている。いつも笑顔を湛えており、その真意は誰にも読めない。主人公の首輪に異常なほど興味を持っているが……。

### 警察組織の人物
望田 政信（もちだ まさのぶ）
声 - 野島裕史 / 演 - 長谷川太郎（岡崎契編から中止公演（榎本峰雄編＆笹塚尊編）グッズ）→添田翔太（振替公演（榎本峰雄編＆笹塚尊編））→長谷川太郎（白石景之編からdeep cover）
新宿署地域課特殊地域防犯対策室に所属する警察官。主人公の上司でありよき先輩。32歳。指導係として、主人公と行動を共にしている。なにかと周囲を気遣う温和な性格の持ち主だが、うっかりドジを踏むことも。
桜川 寿（さくらがわ ことほ）
声 - 福原綾香 / 演 - 松村芽久未（榎本峰雄編＆笹塚尊編からdeep cover）
新宿署鑑識課に所属している女性警察官。27歳。愛時らと面識があり、彼らが独自に事件を追っていることを知っている。初対面の相手には愛想が悪いが、なんだかんだと面倒見の良い姉御肌。X-Day事件を捜査する主人公を、いろいろとサポートしてくれる。
冴木 弓弦（さえき ゆづる）
声 - 小野友樹 / 演 - 宮城紘大（岡崎契編）→平井雄基（榎本峰雄編＆笹塚尊編からdeep cover）
新宿署地域課に所属する交番警察官。23歳。主人公とは警察学校時代からの同期で、困ったときは親身に相談に乗ってくれるよき友人でもある。主人公と呑みに行くと、酔っぱらって熱く語りだすことが多い。
吉成 秀明（よしなり ひであき）
声 - 長瀬ユウ / 演 - 松本唯（岡崎契編）→栗原大河（榎本峰雄編＆笹塚尊編）→広井雄士（柳愛時編）
警視庁警備部警護課に所属するSP。24歳。岡崎契の後輩であり、彼と共に愛時たちを警護する。明るく人懐っこい性格で、思ったことはつい口に出してしまう。よくドジを踏んで、契にお仕置きをされる。
向井 絵里子（むかい えりこ）
声 - 小松奈生子 / 演 - 石井陽菜（白石景之編）
警視庁科学捜査研究所所属で、新宿署機動捜査支援係に配属されている警察職員。27歳。白石の部下だが、彼のことは毛嫌いしており、それを隠そうとしていない。鑑識の桜川寿とは仲が良く、ふたりで”白石撲滅の会”を結成している。
佐竹 建造（さたけ けんぞう）
声 - てらそままさき（ゲーム） / 演 - 石飛幸治（中止公演（榎本峰雄編のみ）グッズ）→田中しげ美（振替公演（榎本峰雄編のみ））
新宿署分駐所第二機動捜査隊に所属するベテラン刑事。53歳。X-Day事件の初動捜査のほとんどを担当している。強面だが、意外とお茶目な性格。榎本峰雄が警察に所属していたときの上司だった。
森丘 創（もりおか はじめ）
声 -竹内良太 / 演 - 和田亮太（岡崎契編）→福地教光（榎本峰雄編＆笹塚尊編からdeep cover）
警視庁捜査一課課長。38歳。勘が鋭く、芯は熱い男。捜査本部では陣頭指揮を執っている。柳愛時の元上司で、彼に刑事としての教えを叩き込んだ人物である。
峰岸 誠司（みねぎし せいじ）
声 -吉村和紘 / 演 - 吉村和紘（岡崎契編から柳愛時編）
警視庁捜査一課の管理官。32歳。階級は警視。捜査本部では森丘の補佐として指揮を執る。つねに温和で物腰は丁寧だが、意味深な発言も多い。
鷹枝 勇作（たかえだ ゆうさく）
声 -沢木郁也
警視総監。58歳。現在は封鎖された新宿外の警視庁にいる。警察の権威と体面を第一に考えており、そのためなら多少の犠牲はやむなしという主張を隠さない。

### アドニスに関わる人物
御國 れい（みくに れい）
声 - 鳥海浩輔 / 演 - 山口侑佑（岡崎契編）→釣本南（榎本峰雄編＆笹塚尊編　※振替公演では映像出演）→北村健人（白石景之編）→工藤大夢（柳愛時編）→潮見洸太（deep cover）
若くして政界に進出している、現総理大臣の息子。26歳。次世代を担う才気ある政治家として有名。革新的な考えを持ち、支持者も多い。
山条 圭介（さんじょう けいすけ）
声 - 前野智昭 / 演 - 鷲尾昇（岡崎契編）
新宿歌舞伎町に拠点を構える暴力団グループの頭。29歳。かつては警察組織と関係があったようだが……。
宇野 鈴音（うの すずね）
声 - 上田麗奈 / 演 - 白石まゆみ（白石景之編）
詩音とは双子の兄妹。18歳。人見知りで気弱な性格。過去の事情から、兄妹ふたりきりで生きてきた。いつも大事そうに日記を抱えている。
宇野 詩音（うの しおん）
声 - 鈴木裕斗 / 演 - 毎熊宏介（白石景之編）
鈴音とは双子の兄妹。18歳。相手によって態度を変える賢い少年。外面がよく世渡り上手なタイプだが、その内面には秘めた凶悪なものを隠している。
相田 学（そうだ まなぶ）
声 - 岡本信彦 / 演 - 三原大樹（笹塚尊編のみ）
過去のとある事情から引きこもりになってしまった青年。20歳。ネットゲームにハマっており、その世界では”神”とあがめられるほどの腕前を持つ。
菅原 理香（すがわら りか）
声 - 米澤円 / 演 - 沖なつ芽（岡崎契編）
新宿に住むOL。25歳。ストーカー被害に悩まされ、再三警察に相談していた。そのときに心に深い傷を負い、歪んだ思想を持つようになった。

### その他の人物
星野 香月（ほしの かづき）
声 - 江口拓也 / 演 - 菊地燎（岡崎契編）→糠信泰州（中止公演（榎本峰雄編＆笹塚尊編）グッズ）→深澤大河（振替公演（榎本峰雄編＆笹塚尊編）からdeep cover）
私立琴嶺学園に通う男子高校生。18歳。明るく社交的な性格で、学校では人気者。バンドではギターを担当している。主人公の実弟で同居しているが、なにかと反抗的。
瀬良 あきと（せら あきと）
声 - 花江夏樹 / 演 - 山中翔太（榎本峰雄編＆笹塚尊編から柳愛時編）
星野香月の親友で、同じ高校に通っている少年。18歳。音楽に興味があり、自作の曲をよく香月に聴かせている。穏やかで優しい性格で、姉に反抗する香月を宥めることも。
緒方 智樹（おがた ともき）
声 - 浜田賢二 / 演 - 久野木貴士（岡崎契編）→足立英昭（榎本峰雄編のみ）
7月のX-Day事件でストーカー男性を刺殺した男性。34歳。かつては平凡なサラリーマンだったが、2年前に起きた別の事件で誤認逮捕された過去を持つ。
HANA（はな）
声 - 山崎はるか / 演 - 巴奎依（中止公演（榎本峰雄編のみ）グッズ）→木戸衣吹（振替公演（榎本峰雄編のみ））
バンドの追っかけをしている”バンギャ”の女性。20歳。行動範囲は広く、星野香月が参加しているバンドのライブにも出没している。一色康弘に強い執着を見せるが……。
一色 康弘（いっしき やすひろ）
声 - 蒼井翔太 / 演 - 後藤望（榎本峰雄編＆笹塚尊編）
２年前、警察に誤認逮捕された青年。25歳。メジャーデビュー寸前の人気ロックバンドのボーカルだったが、逮捕がきっかけでバンドは解散。現在はソロで音楽活動を続けている。
竹内 里美（たけうち さとみ）
声 -飯田奈保美 / 演 - 堀有里（白石景之編）
新宿区内のフリースクールで教師をしていた女性。40歳。10年前に、一身上の都合で自ら退職している。その頃に、9月事件の被害者・加害者のふたりを受持っていた。
拾和 ミツル（そわ みつる）
声 - 小西克幸（劇場アニメ） / 演 - 仲田博喜（deep cover）
劇場アニメ『劇場版 Collar×Malice -deep cover-』オリジナルキャラクター。32歳。警視庁警務部の監察官。父親は警察庁長官官房でキャリア組。ある事件の捜査のため新宿署に派遣された。柳の警察官時代、警視庁との合同捜査で共に事件を追ったことがあるらしい。

## 用語集
X-Day事件
20XX年4月1日から新宿区でのみ毎月起きている連続凶悪事件の名称。犯行の前には犯行予告がなされ、現場には共通してカウントダウンを表すローマ数字とコインが残されている。また、犯行予告とともに、警察の不祥事を明るみにする声明が出されている。
この事件を警察及び国家は複数犯もしくは組織によるテロ行為と推察している。
新宿区
X-Day事件が起きている地。最初の事件発生から5カ月後の9月1日に、政府は新宿区を危険区域に指定し、「新宿隔離処置」をとった。新宿区を厚い壁や鉄線で区を封鎖し、出入りができないように処置をとった。
首輪
主人公にはめられた首輪。その首輪には毒が内蔵されており、主人公は常に死の恐怖に脅かされている。
銃刀法の解除
新宿区隔離処置と時を同じくして、新宿区だけで銃刀法が解除された。区民には登録制でコードが記された拳銃が配られた。拳銃使用に際して細かいルールが定められている。

## スタッフ
- プロデューサー - 島れいこ
- ディレクター - 茂木あや
- シナリオ - 有野幸
- 原画・キャラクターデザイン、原画 - 花邑まい
- 彩色・ちびキャラ - 夏目ウタ
- 主題歌 - Plastic Tree「サイレントノイズ」、「静かの海」、「シンクロ」

## 評価
Collar×Malice
週刊ファミ通 2016年8月18･25日合併号（2016年8月4日発売）のクロスレビューでゴールド殿堂入り。
Collar×Malice -Unlimited-
週刊ファミ通 2018年8月2日号（2018年7月19日発売）のクロスレビューでゴールド殿堂入り。

## 関連商品
CD
- ティームエンタテインメント
  - Collar×Malice オリジナルサウンドトラック（2016年9月21日発売、規格品番 KDSD-00934）
  - Collar×Malice ドラマCD 〜怪盗アドニスからの挑戦状〜（2017年2月15日発売、規格品番 KDSD-00965）
  - Collar×Malice Character CD 
    - vol.1 柳愛時（2017年7月26日発売、規格品番 KDSD-00986（初回限定盤）/ KDSD-00987（通常盤））
    - vol.2 岡崎契（2017年8月30日発売、規格品番 KDSD-00988（初回限定盤）/ KDSD-00989（通常盤））
    - vol.3 榎本峰雄（2017年9月27日発売、規格品番 KDSD-00990（初回限定盤）/ KDSD-00991（通常盤））
    - vol.4 笹塚尊（2017年10月25日発売、規格品番 KDSD-00992（初回限定盤）/ KDSD-00993（通常盤））
    - vol.5 白石景之（2017年11月29日発売、規格品番 KDSD-00994（初回限定盤）/ KDSD-00995（通常盤））

書籍
- KADOKAWA
  - Collar×Malice 公式ビジュアルファンブック（2016年11月30日発売、ISBN 978-4047332003）
  - Collar×Malice -Unlimited- 公式ビジュアルファンブック（2019年1月11日発売、ISBN 978-4047333710）

- 一二三書房
  - Collar×Malice Art Works（2017年2月25日発売、ISBN 978-4891994280）
  - Collar×Malice Art Works +（2020年5月22日発売、ISBN 978-4891996277）

## 舞台
舞台「Collar×Malice -岡崎契編-」
2019年5月2日～12日に東京のシアターサンモール、2019年5月17日～19日に大阪の松下IMPホールを会場に公演された。
脚本は木村純子、演出は樋口夢祈。
舞台「Collar×Malice -榎本峰雄編＆笹塚尊編-」
2020年5月2日～3日に東京のこくみん共済 coop ホール / スペース・ゼロ、2020年5月7日～10日に品川プリンスホテル ステラボール、2020年5月16～17日に大阪の梅田芸術劇場 シアター・ドラマシティを会場に当初公演の予定だったが、いずれも2019新型コロナウイルスの影響で延期となった。予定されていた本公演のキャストが使用されたブロマイドなどのグッズは発売された。2021年9月9日～14日にこくみん共済 coop ホール/スペース・ゼロを会場に振替公演が行われた。
脚本・演出は久保田唱。
舞台「Collar×Malice -白石景之編-」
2022年12月22日～28日に東京のこくみん共済 coop ホール / スペース・ゼロにて公演。
脚本・演出は久保田唱。悲恋エンドも同時上演された。
舞台「Collar×Malice -柳愛時編-」
2023年5月14日～21日に東京のこくみん共済 coop ホール / スペース・ゼロにて公演。
脚本・演出は久保田唱。もうひとつの結末を描くゼロエンドも同時上演された。
舞台「Collar×Malice -deep cover-」
2024年8月11日～18日に東京のこくみん共済 coop ホール / スペース・ゼロにて公演。
脚本・演出は久保田唱。“もうひとつの運命”を描く拾和エンドも同時上演された。

## 劇場アニメ
スタジオディーン制作による劇場アニメ。『劇場版 Collar×Malice -deep cover-』として、2023年5月26日に前編が、6月23日に後編がそれぞれ公開された。【X-Day事件】を追う裏側で起きた”もうひとつの事件“が描かれる。

### スタッフ（劇場アニメ）
- 原作 - オトメイト[7]
- 監督 - わたなべひろし[7]
- 構成 - ハラダサヤカ[7]
- キャラクター原案 - 花邑まい[7]
- キャラクターデザイン - 番由紀子[7]
- 美術監督 - 三宅昌和[7]
- 色彩設計 - 桂木今里[7]
- 撮影監督 - 伊藤佳恵[7]
- 編集 - 小池祐樹[7]
- 音楽 - 横山克[7]
- 音楽制作・配給 - エイベックス・ピクチャーズ[7]
- 音響監督 - 納谷僚介[7]
- 音響制作 - スタジオマウス[7]
- プロデューサー - 伊東紗希、新倉俊哉、秋間眞良、加治潤一、成毛克憲、日下裕香子
- アニメーションプロデューサー - 齋藤隆行
- アニメーション制作 - スタジオディーン[7]
- 製作 - 劇場版Collar×Malice製作委員会[7]

### 主題歌
「人間×失格」
キズによるオープニングテーマ。作詞・作曲は来夢。
「眠らない街」
キズによる前編のエンディングテーマ。作詞・作曲は来夢。
「十八」
キズによる後編のエンディングテーマ。作詞・作曲は来夢。

### 各話リスト
| 編   | 脚本                    | 絵コンテ                | 演出                             | 作画監督 | 総作画監督                          | 初上映日       |
| ---- | ----------------------- | ----------------------- | -------------------------------- | --- | ----------------------------------- | -------------- |
| 前編 | ハラダサヤカ            | わたなべひろし 川瀬敏文 | わたなべひろし コークン          | 中山由美 李文生 楊明坤 原涵妮 徐玉寧 鬼冢塵葬 呉晶晶 李紋籠 孫一銘 陳伊莎 李文婧 崔芝兰 潭亚雄 何俊泱 汪思雯 雷江犮 游佳梅 STUDIO CAT | 番由紀子 森本浩文 杉本梨渚 羽田浩二 | 2023年 5月26日 |
| 後編 | ハラダサヤカ ササキムリ | 上野壮大 藤原良二       | わたなべひろし 上野壮大 奥野浩行 | 荒井美穂 鷲田敏弥 宋善永 スタジオEverGreen STUDIO CAT Dogwood 寧波麦冬映画 龍光 明光                                                  | 番由紀子 竹本佳子 村上彩香          | 6月23日        |

### 映像ソフト
前編と後編の劇場限定版Blu-ray＆DVDが6月23日に同時発売された。また、2024年1月26日には、前編・後編をまとめたBlu-ray&DVD BOXが発売された。ジャケットにはいずれも花邑まい描き下ろしイラストが使用されている。
| 巻   | 発売日        | 規格品番   | 規格品番   |
| 巻   | 発売日        | DVD        | Blu-ray    |
| ---- | ------------- | ---------- | ---------- |
| 前編 | 2023年6月23日 | EYB1-14141 | EYX1-14143 |
| 後編 | 2023年6月23日 | EYB1-14142 | EYX1-14144 |
| BOX  | 2024年1月26日 | EYBA-14145 | EYXA-14146 |